# Années 1840 en sport
Chronologie du sport
- années 1830 en sport - années 1840 en sport - 1850 en sport

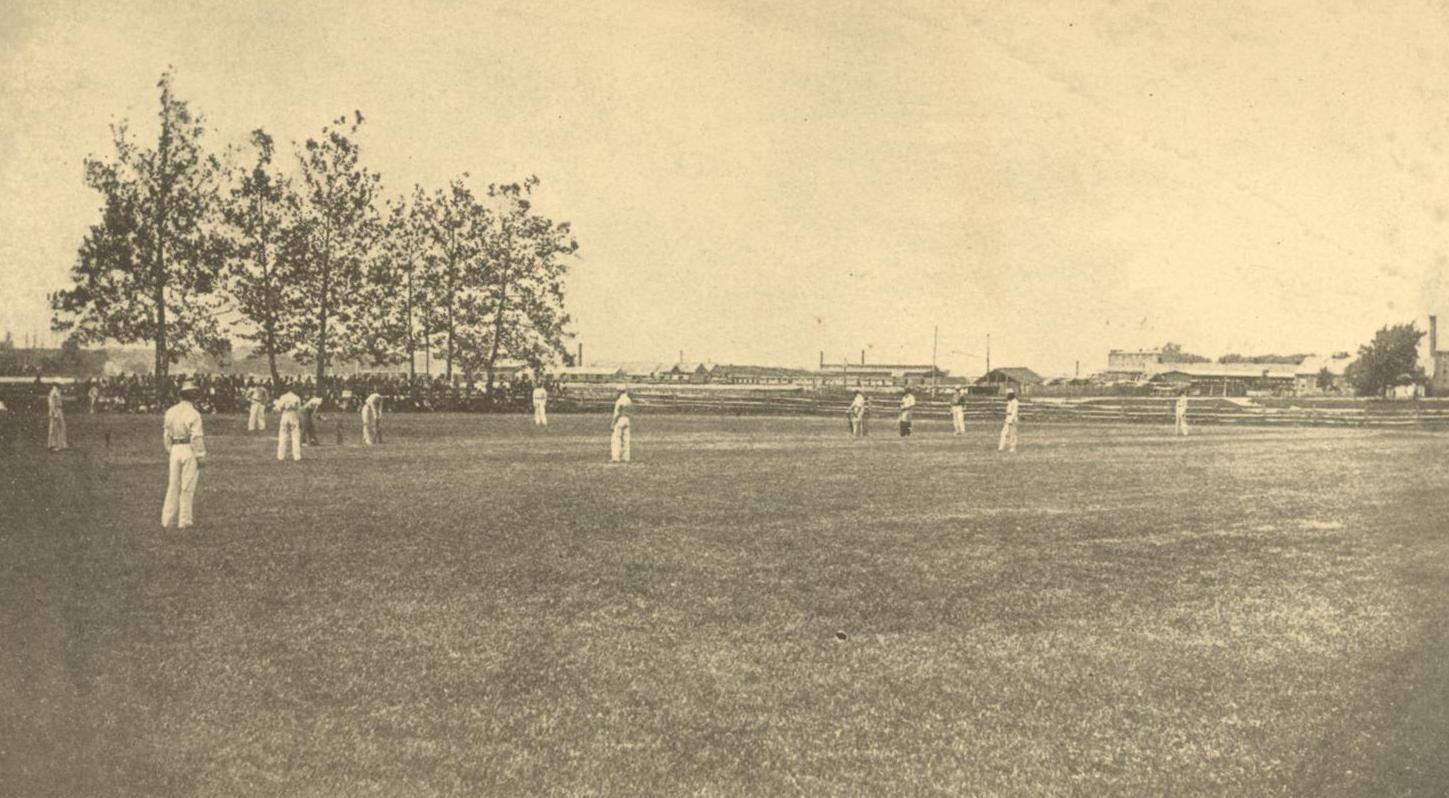
Match de cricket en 1843 au New Jersey (États-Unis)

## Alpinisme
- 20 juillet 1842 : première ascension de l'Aneto, point culminant des Pyrénées (3404 m).

## Athlétisme
- 1849 : l'armée britannique met en place des compétitions militaires annuelles à l'arsenal londonien de Woolwich[1].

## Aviron
- 15 avril 1840 : The Boat Race entre les équipes universitaires d'Oxford et de Cambridge. Cambridge s'impose[2].
- 14 avril 1841 : Cambridge remporte The Boat Race[2].
- 11 juin 1842 : Oxford remporte The Boat Race[2].
- 15 mars 1845 : Cambridge remporte The Boat Race[2].
- 3 avril 1846 : Cambridge remporte The Boat Race[2].
- 29 avril 1849 : Cambridge remporte The Boat Race[2].
- 15 décembre 1849 : Oxford remporte The Boat Race[2].

## Baseball
- 19 juin 1846 : premier match de baseball aux États-Unis. Le New York Baseball Club bat les New York Knickerbockers 23 à 1. Ce match fonde de fait le baseball qui se distingue désormais clairement de ses ascendants tel le cricket, le rounders ou le jeu de la balle empoisonnée[3].
- 1849 : début de la ruée vers l’or californien, de nombreux New-Yorkais, dont Alexander Cartwright, s’installent à San Francisco, introduisant le baseball (le New York Game).

## Boxe
- 22 septembre 1840 : Nicholas "Nick" Ward devient champion d'Angleterre en s'imposant face à James Burke. Burke est disqualifié sur une faute sous la pression du clan de Ward[4].
- 2 février 1841 : Nicholas "Nick" Ward conserve son titre de champion d'Angleterre en s'imposant face à Ben Caunt. Caunt est disqualifié sous la pression du public pour un coup interdit[4].
- 11 mai 1841 : Ben Caunt devient champion d'Angleterre en s'imposant face à Nicholas "Nick" Ward[5]. Caunt garde son titre jusqu'en 1845[6].
- 9 septembre 1845 : William Thompson devient champion d'Angleterre en s'imposant face à Ben Caunt[7]. Déjà champion de 1839 à 1840, William Thompson conserve son titre jusqu'en 1850, date de son retrait des compétitions[6].
- 7 février 1849 : après des années d’inactivité, le champion américain Tom Hyer revient enfin sur le ring et affronte Yankee Sullivan à Stillpond Creek dans le Maryland. Hyer l’emporte au 16e round. Le combat aurait dû avoir lieu à Rock Point, le 10 janvier, mais la police a forcé son annulation[8].

## Cricket
- 1841 : le Kent est sacré champion de cricket en Angleterre.
- 1842 : le Kent est sacré champion de cricket en Angleterre.
- 1843 : le Kent est sacré champion de cricket en Angleterre.
- 24/25 septembre 1844 : premier match international de cricket. Il oppose à New York le Canada et les États-Unis[9].
- 1845 : le Sussex est sacré champion de cricket en Angleterre.
- 1846 : fondation du club professionnel de cricket anglais : « The All England ». Cette formation effectue des tournées qui font beaucoup pour la popularisation du jeu[10].
- 1847 : le Kent est sacré champion de cricket en Angleterre.
- 1848 : le Sussex est sacré champion de cricket en Angleterre.
- 1849 : le Kent est sacré champion de cricket en Angleterre.

## Football
- 1848 : première tentative d'unification des différentes règles du football avec l’adoption des « Cambridge Rules », premières règles écrites connues.

## Gymnastique
- 1840 : la pratique de la gymnastique est désormais obligatoire dans l'armée française.
- 1844 : fondation à Lyon de la Société de Gymnastique de Lyon.
- 1847 : inauguration du premier gymnase en Russie à Saint-Pétersbourg.

## Jeux olympiques
- 1842 : fondation du Montréal Olympic Club qui organise en 1843, 1844 et 1845 des « Jeux olympiques ».

## Joutes nautiques
- 1845 : tournoi de joutes nautiques à Toulon. Le vainqueur reçoit une montre en or.
- 1846 : Audibert (dit l'esperança) remporte le Grand Prix de la Saint-Louis à Cette[11].
- 1847 : Audibert (dit l'esperança) remporte le Grand Prix de la Saint-Louis à Cette[11].
- 1848 : Audibert (dit l'esperança) remporte le Grand Prix de la Saint-Louis à Cette[11].
- 1849 : Audibert (dit l'esperança) remporte le Grand Prix de la Saint-Louis à Cette[11].

## Natation
- 1840 : fondation à Londres de la British Swimming Society.
- 1840 : M. Hounslow enlève le titre national anglais de natation organisé par la National Swimming Society en remportant une course sur 400 yards en rivière.
- 1846 : première compétition de natation en Australie. W. Redman remporte l’épreuve longue de 1440 yards en 8 minutes et 43 secondes.

## Omnisports
- 17 mars 1844 : fondation du club italien de Reale Società Ginnastica Torino.
- 1844 : le Centre sportif et culturel Laetitia : association multi-sports est créé à Nantes.
- 12 avril 1846 : fondation du club sportif, le SSV Ulm 1846 basé à Ulm dans le Bade-Wurtemberg en Allemagne.
- 14 août 1846 : le club allemand de football, le 1. FC Heidenheim 1846 est créé.
- 1846 : 
  - le club TSG 1846 Backnang localisé à Backnang dans le Bade-Wurtemberg en Allemagne est créé.
  - fondation du club de rugby à XV de Heidelberger TV dans le Bade-Wurtemberg en Allemagne.
- 15 juin 1848 : fondation du club  sportif, le TSC Eintracht Dortmund 48/95, en Rhénanie du Nord/Westphalie en Allemagne.
- 1848 : fondation du club  sportif, l'Eintracht Duisburg 1848 avec plusieurs sections.

## Rugby à XV
- 1843 : le Guy's, Kings and St. Thomas' Rugby Football Club est fondé.

## Savate
- 1840 : la pratique de la savate devient une mode en France, touchant notamment les bourgeois et les aristocrates[12].

## Sport hippique
- 1840 :
  - Little Wonder gagne le Derby d'Epsom[13].
  - Jerry gagne le Grand National[14].
  - Tontine gagne le Prix du Jockey Club[15].
  - Création du Pau Hunt Drag[16]
- 1841 : 
  - Coronation gagne le Derby d'Epsom[13].
  - Charity gagne le Grand National[14].
  - Poetess gagne le Prix du Jockey Club[15].
- 1842 : 
  - Attila gagne le Derby d'Epsom[13].
  - Gay Lad gagne le Grand National[14].
  - Plover gagne le Prix du Jockey Club[15].
- 1843 : 
  - Première édition de la course hippique française du Prix de Diane, à Chantilly.
  - Cotherstone gagne le Derby d'Epsom[13]>.
  - Vanguard  gagne le Grand National[14].
  - Renonce gagne le Prix du Jockey Club[15].
  - Nativa remporte la première édition de la course hippique française du Prix de Diane, à Chantilly[17].
- 1844 : 
  - Orlando gagne le Derby d'Epsom[13].
  - Discount gagne le Grand National[14].
  - Lanterne gagne le Prix du Jockey Club[15].
  - Lanterne gagne le Prix de Diane[17].
- 1845 : 
  - The Merry Monarch gagne le Derby d'Epsom[13].
  - Cureall gagne le Grand National[14].
  - Fitz Emilius gagne le Prix du Jockey Club[15].
  - Suavita gagne le Prix de Diane[17].
- 1846 : 
  - Pyrrhus the First gagne le Derby d'Epsom[13].
  - Pioneer gagne le Grand National[14].
  - Meudon gagne le Prix du Jockey Club[15].
  - Dorade gagne le Prix de Diane[17].
- 1847 : 
  - Cossack gagne le Derby d'Epsom[13].
  - Matthew gagne le Grand National[14].
  - Morok gagne le Prix du Jockey Club[15].
  - Wirthschaft gagne le Prix de Diane[17].
- 1848 : 
  - Suplice gagne le Derby d'Epsom[13].
  - Chandler gagne le Grand National[14].
  - Gambetti gagne le Prix du Jockey Club[15].
  - Serenade gagne le Prix de Diane[17].
- 1849 : 
  - The Flying Dutchman gagne le Derby d'Epsom[13].
  - Peter Simple gagne le Grand National[14].
  - Expérience gagne le Prix du Jockey Club[15].
  - Vergogne gagne le Prix de Diane[17].

## Voile
- 29 juillet 1840 : première régate en France de bateaux à voile. Cette épreuve est organisée au large du Havre par la Société des régates du Havre, fondée en 1838.

## Naissances
- 1840
  - 19 septembre : Galen Spencer, archer américain. († 19 octobre 1904).
  - 24 octobre : Eliza Pollock, archère américaine. († 25 mai 1919).
  - 23 décembre : Charles Jeantaud, pilote de courses automobile  et industriel français. († 30 novembre 1906).
- 1841
  - 15 janvier : Frederick Stanley, homme politique canadien. Initiateur de la Coupe Stanley. († 14 juin 1908).
  - 24 janvier : Robert Williams, archer américain. († 10 décembre 1914).
  - 22 mars : James Kirkpatrick, footballeur écossais. († 10 novembre 1899).
  - 28 mai : Sakaigawa Namiemon, lutteur de sumo japonais. († 16 septembre 1887).
- 1842
  - 23 février : James Lillywhite, joueur de cricket anglais. († 25 octobre 1929).
  - 27 juin : Jamie Anderson, golfeur écossais. († 16 août 1905).
  - 29 août : Alfred Shaw, joueur de cricket anglais. († 16 janvier 1907).
  - 2 décembre : Charles Alcock, footballeur puis dirigeant sportif anglais. († le 26 février 1907).
- 1843
  - 21 janvier : Émile Levassor, ingénieur, pilote de courses automobile et homme d'affaires français. († 14 avril 1897).
  - 12 février : John Graham Chambers, sportif gallois. Codificateur des règles de la boxe anglaise. († 4 mars 1883).
  - 5 mai : William George Beers, joueur de crosse canadien. Codificateur des règles de la Crosse. († 26 décembre 1900).
  - 16 octobre : Émile Delahaye, ingénieur et pilote de course automobile français. Pionnier de l'automobile. († 1er juin 1905).
  - 24 décembre : Charles Jeantaud, constructeur automobile, pilote automobile et homme d'affaires français. († 29 novembre 1906).
- 1844
  - 2 janvier : Louis Rigoulot, ingénieur et pilote de courses automobile français. († 29 août 1913).
  - 11 janvier : Amédée Bollée, inventeur et pilote de courses automobile français. († 20 janvier 1917).
  - 9 octobre : Eugène-Dominique de Dietrich, pilote de courses automobile, industriel et homme politique franco-allemand. († 28 janvier 1918).
  - ? : Henry Dunlop, dirigeant de rugby à XV irlandais. Fondateur du plus vieux stade international du rugby, Lansdowne Road. († ? 1930).
  - ? : Félix Millet, constructeur de motos et pilote de courses automobile français. († ? 1929).
- 1845
  - ? : Georges de Saint-Clair, dirigeant sportif français. Fondateur de l'USFSA. († 13 février 1910).
  - 18 décembre : Arthur Guillemard, joueur de rugby à XV, joueur de cricket, footballeur et dirigeant sportif anglais. († 7 août 1909).
- 1846
  - 13 avril : William McGregor, dirigeant de football anglais. Président du club d'Aston Villa. († 20 décembre 1911).
- 1847
  - 19 janvier : Matthew Webb, nageur anglais. († 24 juillet 1883).
  - 10 février : Monkey Hornby, joueur de rugby à XV et joueur de cricket anglais. († 17 décembre 1925).
  - 16 février : Arthur Kinnaird, footballeur écossais. († 30 janvier 1923).
  - 22 février : Edgar Lubbock, footballeur anglais. († 9 septembre 1907).
  - 3 août : William Lindsay, footballeur anglais. († 15 février 1923).
  - 24 août : William Kenyon-Slaney, footballeur puis homme politique anglais. († 24 avril 1908).
  - 30 août : Morton Betts, footballeur anglais. († 19 avril 1914).
  - 8 novembre : Henry Holmes Stewart, footballeur écossais. († 20 mars 1937).
- 1848
  - 16 mai : Ernest Bambridge, footballeur anglais. († 16 octobre 1917).
  - 13 juillet : Albert Meysey-Thompson, footballeur anglais. († 20 mars 1894).
  - 18 juillet : W. G. Grace, joueur de cricket anglais. († 23 octobre 1915).
  - 6 août : Leonard Sidgwick Howell, footballeur anglais. († 7 septembre 1895).
  - 16 août : Albert Laumaillé, cyclotouriste, coureur sur vélocipède, grand-bi, bicyclette, motocyclette, tricycle, et enfin pilote de courses automobile français. († 24 août 1901).
  - 7 septembre : Emma Cooke, archère américaine. († 22 janvier 1929).
  - 18 octobre : Candy Cummings, joueur de baseball américain. († 16 mai 1924).
  - 21 octobre : Julian Sturgis, footballeur américain. († 13 avril 1904).
- 1849
  - 9 janvier : John Hartley, joueur de tennis britannique. († 21 août 1935).
  - 14 janvier : James Moore, cycliste sur route britannique. († 17 juillet 1935).
  - 28 mars : Reginald Birkett, joueur de rugby à XV et footballeur anglais. († 30 juin 1898).
  - 29 avril : William Marshall, joueur de tennis britannique. († 24 janvier 1921).
  - 22 juillet : Frederick Maddison, footballeur anglais. († 25 septembre 1907).
  - 31 juillet : Charles Wollaston, footballeur anglais. († 22 juin 1926).
  - 20 août : Charles Hubbard, archer américain. († 28 mars 1923).
  - 5 décembre : Charles Meysey-Thompson, footballeur anglais. († 11 septembre 1881).
  - 23 décembre : Robert Kingsford, footballeur anglais. († 14 octobre 1895).

## Décès
- 1845 :
  - 8 janvier :  James Burke, boxeur anglais. (° 8 décembre 1809).
  - 7 octobre : John Jackson, boxeur anglais. (° 25 septembre 1769).
- 1848 :
  - 11 mai : Tom Cribb, boxeur anglais. (° 8 juillet 1781).